# Iturrieta
Iturrieta es un despoblado que actualmente forma parte del municipio de Salvatierra, en la provincia de Álava, País Vasco (España).

## Etimología
El nombre de Iturrieta quiere decir en lengua vasca fuentes.Éste se divide en dos trozos, iturri, el cual significa fuente, y -eta el cual da el plural.

## Localización
Forma parte de la comarca de la Montaña Alavesa y se encuentra dentro de la Parzonería de Iturrieta, aunque administrativamente depende del municipio de Salvatierra. 
El pueblo de Iturrieta es el más alto de Álava, ya que está situado a 972 metros de altitud. Se ubica en una meseta de los Montes de Iturrieta, y se accede a él por carreteras locales viniendo de Salvatierra tras coronar el puerto de Opacua.

## Historia
Despoblado documentado desde 1563, cuando ya no tenía habitantes y sus tierras y su ermita de Santa María pasaron a ser propiedad de las localidades y concejos de Salvatierra, San Vicente de Arana, Contrasta, Ullíbarri-Arana, Alda, Onraita y Roitegui.
El 27 de mayo de 1803 se mandó derribar la ermita pasando en 1805 su Imagen a Onraita, que la consiguió mediante sorteo entre las diversas localidades.
Con el tiempo pasó a ser un barrio de Salvatierra estando dentro de la Parzonería de Iturrieta.
Durante la Segunda República Española nació el proyecto de creación de una granja experimental en Álava para la mejora del cultivo de la patata, de gran importancia en la agricultura alavesa. Este proyecto fue retomado por las autoridades franquistas tras la Guerra Civil e Iturrieta, por su altitud, que era óptima para el cultivo de la patata, fue el lugar elegido para el establecimiento de dicha granja. La finca en la que se instaló la granja fue cedida en arrendamiento por la Parzonería de Encía.
En torno a la Estación de la mejora de la patata, más conocida como Granja de Iturrieta, nació un pequeño pueblo durante los años siguientes. El pueblo cuenta con una capilla comenzada a construir en 1946 y con un Monumento al patatero que data de los años 80. La población del pueblo es muy escasa, llegó a varias decenas de habitantes en la década de 1960, pero actualmente no llega a los 10 habitantes.

## Administración
El despoblado aunque está situado dentro de los límites de la Parzonería de Encía, es administrado por Salvatierra, por ser un barrio del mismo.

## Personas destacadas
- Pilar Unzalu (1957-), diputada del Congreso por el PSOE.[11]